# Холл, Чарльз Мартин
Ча́рльз Ма́ртин Хо́лл (англ. Charles Martin Hall, 1863—1914) — американский инженер-химик.
Родился 6 декабря 1863 года в Томпсоне, штат Огайо, США. Будучи студентом Оберлинского колледжа, на лекциях профессора химии Фрэнка Джуэтта узнал, что можно разбогатеть и получить благодарность человечества, если изобрести способ получения алюминия в промышленных масштабах. Как одержимый, Чарльз проводил эксперименты по выделению алюминия путём электролиза криолитно-глиноземного расплава. 23 февраля 1886 г., спустя почти год после окончания колледжа, Чарльз Холл получил с помощью электролиза первый алюминий. Немного позже Ч. М. Холл получил патент на электролитический способ получения алюминия. В 1888 году совместно с рудной компанией Питсбурга Ч. Холл создал компанию «Алюминиум компани оф Америка», в которой до конца жизни занимал пост вице-президента. В сотрудничестве с французским химиком Полем Эру, довёл до совершенства технологический процесс получения алюминия (процесс Холла — Эру), который лёг в основу современной технологии промышленного производства алюминия. Всего им было получено 22 патента, так или иначе связанных с алюминием. В 1911 году Чарльз Мартин Холл был награждён медалью Перкина за достижения в области прикладной химии. 
Умер Чарльз Мартин Холл 27 декабря 1914 г. от лейкемии в Дейтон-Бич, штат Флорида, США.